# Каменский (Чернский район)
Каменский — опустевший поселок в Чернском районе Тульской области в составе Северного сельского поселения.

## География
Находится в юго-западной части Тульской области на расстоянии приблизительно 16 км на север-северо-запад по прямой от поселка Чернь, административного центра района.

## История
В 1926 году здесь было отмечено 14 дворов, в конце 1930-х годов — 22.

## Население
Постоянное население составляло 89 человек (1926 год), 0 как в 2002 году, так и в 2010.